# Hambrücker Wiesen
Das Landschaftsschutzgebiet Hambrücker Wiesen wurde vom Landratsamt Karlsruhe am 9. September 1991 durch Verordnung ausgewiesen. Es liegt auf dem Gebiet der Gemeinde Hambrücken im Landkreis Karlsruhe in Baden-Württemberg.

## Lage und Beschreibung
Das Gebiet liegt westlich von Hambrücken am Wagbach. Es umfasst den Offenlandstreifen zwischen westlichem Ortsrand und Gemeindegrenze bzw. Waldrand sowie die Bastwiesen im nördlich von Hambrücken und die Gewanne Bruchruten und Stöckwiesen im Süden des Ortes.
Naturräumlich gehört das Gebiet zu den Hardtebenen.
Das Schutzgebiet überschneidet sich größtenteils mit dem FFH-Gebiet Lußhardt zwischen Reilingen und Karlsdorf. Im Süden grenzt es an das Landschaftsschutzgebiet Obere Saalbachniederung, im Norden an das Landschaftsschutzgebiet Obere Lußhardt.
Das Gebiet ist überwiegend von Wiesen und Äckern geprägt. Vereinzelt finden sich Streuobstbestände, entlang des Wagbachs auch Feuchtbiotope, wie Röhrichte und Nasswiesen. Einige Wiesen sind als Magere Flachland-Mähwiesen erfasst und stehen damit unter Biotopschutz.  Insbesondere im nördlichen Teil des Gebiets befinden sich zahlreiche landwirtschaftliche Bauwerke, wie Scheunen, Fahrsilos und Maschinenhallen.

## Schutzzweck
Wesentliche Schutzzweck des Landschaftsschutzgebietes ist laut Schutzgebietsverordnung
1. „der Erhalt und die langfristige Sicherung der ausgedehnten Wiesenflächen mit ihren artenreichen, teils seltenen Pflanzengesellschaften und gefährdeten Pflanzenarten,
2. der Schutz der Feldflur von baulicher Zersiedlung und Einfriedung zugunsten einer landschaftsgerechten Nutzung und Naherholung,
3. die Konzentrierung von zulässigen, baulichen Anlagen bei landwirtschaftlichen Feldscheunen im Gewann Bastwiesen.“[1]